# Park Crescent

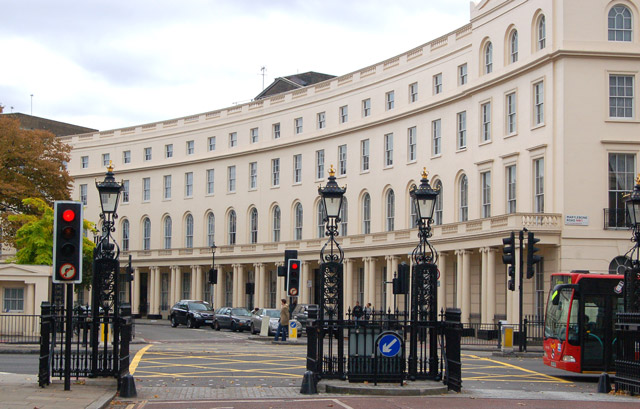
Lato occidentale di Park Crescent

Park Crescent si trova all'estremità nord di Portland Place e a sud di Marylebone Road a Londra. La mezzaluna è costituita da eleganti case a schiera stuccate dell'architetto John Nash, che formano un semicerchio. La mezzaluna faceva parte delle visioni urbanistiche di Nash e più ampie degli approcci imperiali del West End di ispirazione romana a Regent's Park. Originariamente era stato concepito come un cerchio di case per essere chiamato Regent's Circus, ma invece venne costruita Park Square a nord. Gli unici edifici sul lato della piazza di Regent's Park sono piccoli edifici con giardino, che consentono ai piani superiori degli edifici di Park Crescent di avere una vista settentrionale maggiore sul verde.
Fu costruito sotto il patrocinio del Principe Reggente. In qualità di proprietaria, la Crown Estate co-organizza le riparazioni, mantiene i giardini e ha un interesse minore e generale, che le dà diritto ai premi di rinnovo del contratto di locazione e agli eventuali canoni di locazione concordati.
Sia le case a schiera che il giardino condominiale godono di protezione statutaria nelle categorie più alte e più rare. Il complesso è stato dichiarato monumento di grado I nella lista del patrimonio nazionale per l'Inghilterra e nel registro dei parchi e giardini storici (come parte di Regent's Park).

## Storia
In una fase iniziale, Nash propose la costruzione di un "circo" (uno sviluppo circolare), comportando un'altra mezzaluna a nord, ma fu invece costruita Park Square. I lavori per Park Crescent iniziarono nel 1806, ma nelle difficili condizioni economiche delle guerre napoleoniche, il costruttore Charles Mayor fallì dopo la costruzione di sei case e il complesso fu completato solo nel 1819-1821. Residenti famosi nel XIX secolo sono stati Lord Lister, che, prima della sua elevazione al titolo nobiliare, fu creato baronetto, di Park Crescent nella parrocchia di St Marylebone nella contea di Middlesex.
Gli interni degli edifici sono stati completamente ricostruiti. Dopo la seconda guerra mondiale, Park Crescent era in cattive condizioni (come lo erano altri edifici di Nash vicino a Regent's Park). Il Rapporto Gorell sul futuro delle case a schiera di Regent's Park raccomandava di salvare le facciate di Park Crescent. Le facciate furono restaurate negli anni 1960, quando vennero messi in atto i contratti di locazione per il rinnovo, e ora sono protette come edifici di I grado. Tuttavia, dietro la curva della mezzaluna, la Crown Estate ha costruito nuove strutture, a volte per uffici piuttosto che per uso residenziale. Le caratteristiche interne visibili dalla strada, come i corpi illuminanti, devono rispettare lo stile Regency della facciata.
Negli ultimi anni il Crescent ha ospitato istituzioni come International Students House, London e l'Institute of Chartered Secretaries and Administrators. Molte case sono ora convertite in appartamenti costosi.

## Giardino
Il semicerchio è diviso in due metà da Portland Place. Tra i bracci della mezzaluna si trova un giardino privato, riconosciuto di interesse storico. La voce Register of Parks and Gardens per Regent's Park è stata modificata nel novembre 2008 per includere Park Crescent e Park Square.
Il giardino viene aperto ogni anno come parte del London Open Garden Squares Weekend, un'iniziativa del London Parks &amp; Gardens Trust.
Le logge est e ovest del giardino di fronte a Marylebone Road sono classificate di grado II. Anche le ringhiere intorno al giardino sono classificate di II grado, così come l'abbeveratoio fronte al n. 14 Park Crescent.

## Statua
Appena dentro la ringhiera del giardino, di fronte alla cima di Portland Place, c'è una statua in bronzo del padre della regina Vittoria, il principe Edoardo, duca di Kent e Strathearn. Scolpita da Sebastian Gahagan e installata nel gennaio 1824, la statua è alta 2 metri e rappresenta il duca nella sua uniforme da feldmaresciallo, sulla quale indossa l'abito ducale e le insegne dell'Ordine della Giarrettiera.

## Strutture correlate

### Mews
Dietro la mezzaluna ci sono le scuderie Park Crescent Mews Est e Ovest.

### Strutture sotterranee
- Esiste ancora una grande ghiacciaia davanti alla mezzaluna.[9]
- Una caratteristica locale insolita e originale è il "Tunnel delle bambinaie", un primo esempio di sottopassaggio, che collega i giardini di Park Crescent a quelli di Park Square sull'altro lato di Marylebone Road.[10]
- La stazione della metropolitana di Regent's Park ha due rampe/scale ma un unico ingresso, sul lato del giardino di Marylebone Road.

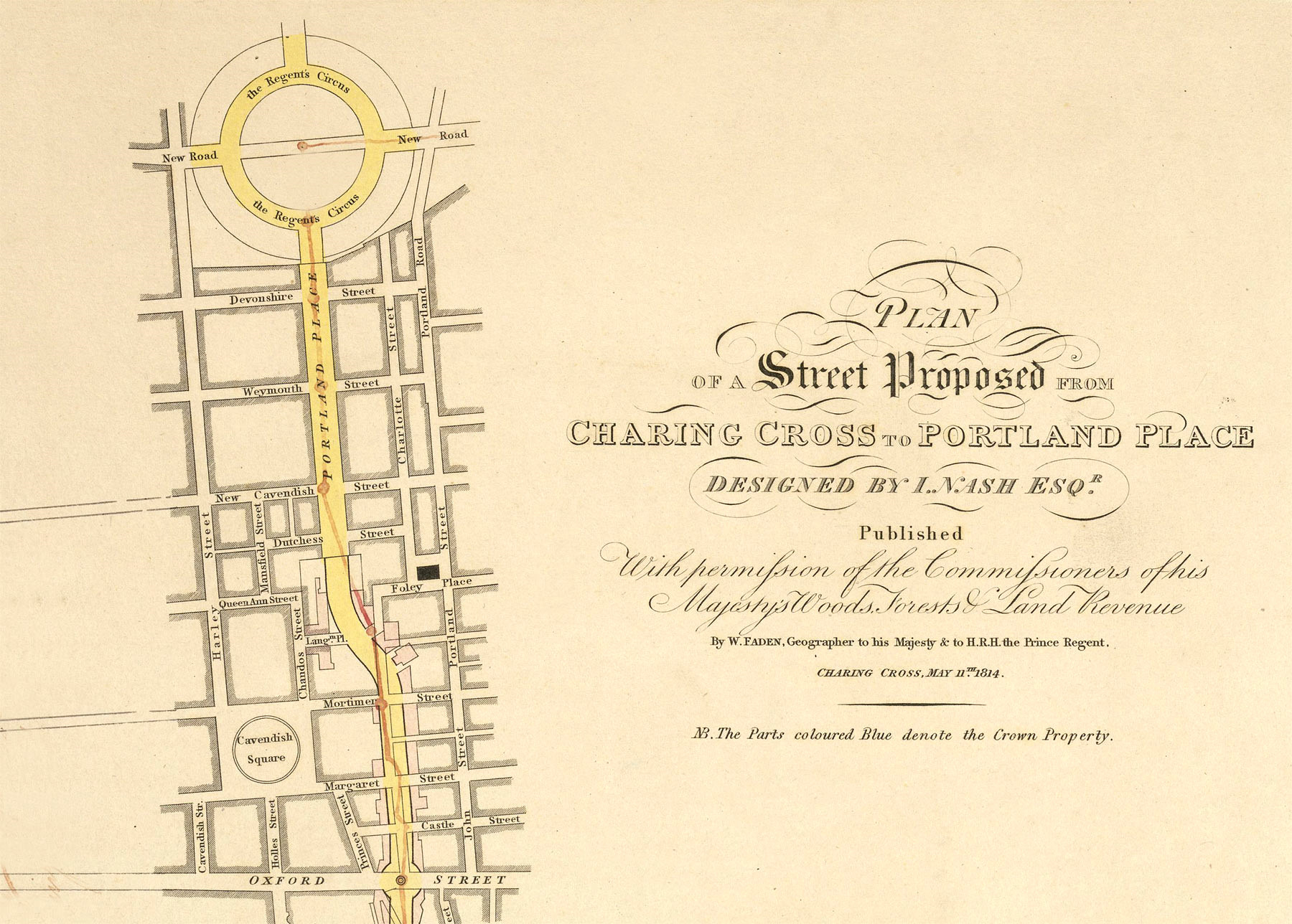
Regent's Circus (in alto) come originariamente concepito nel 1814.
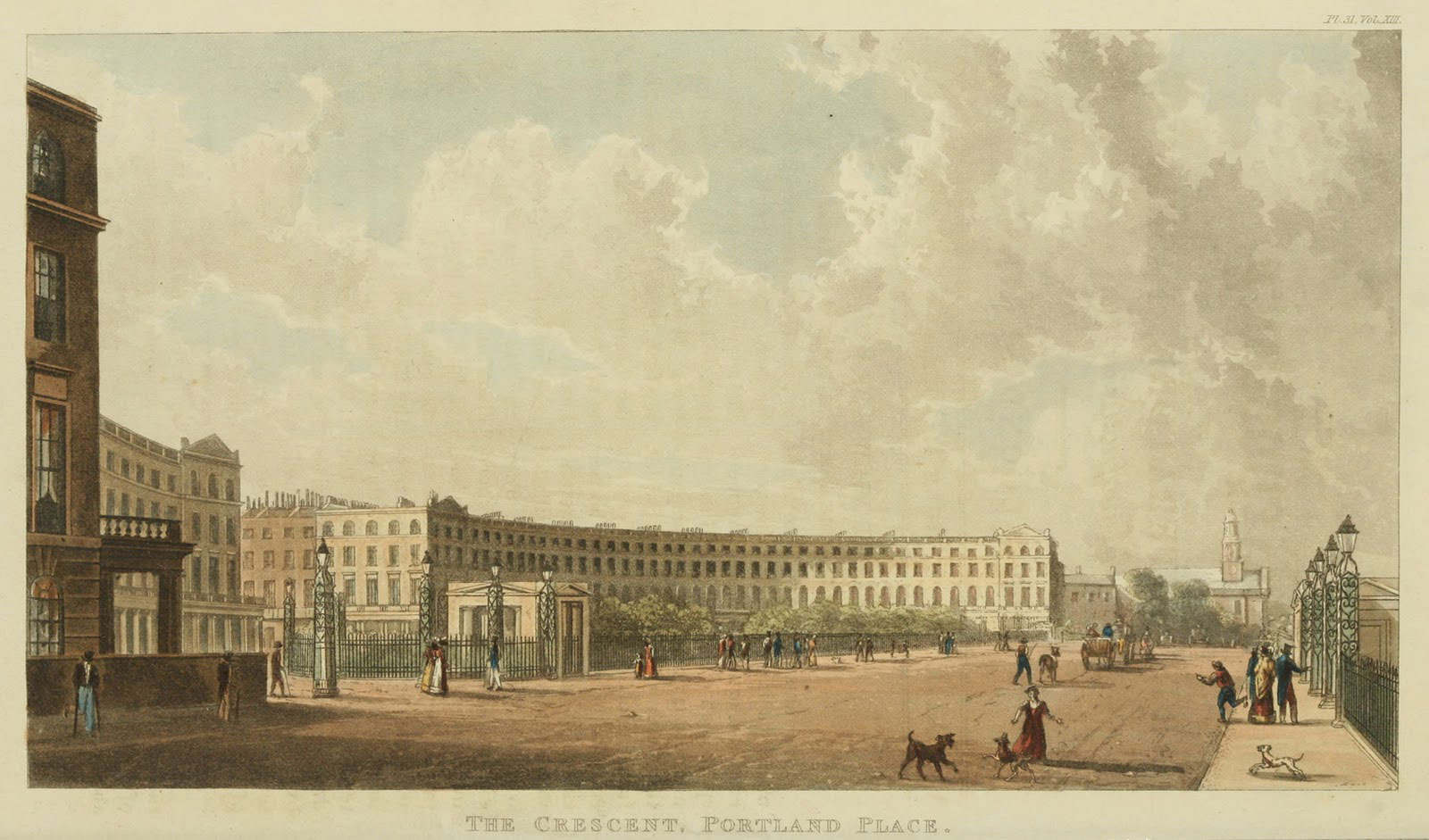
Dipinto di Rudolph Ackermann che mostra un vecchio nome: The Crescent, Portland Place, 1822.
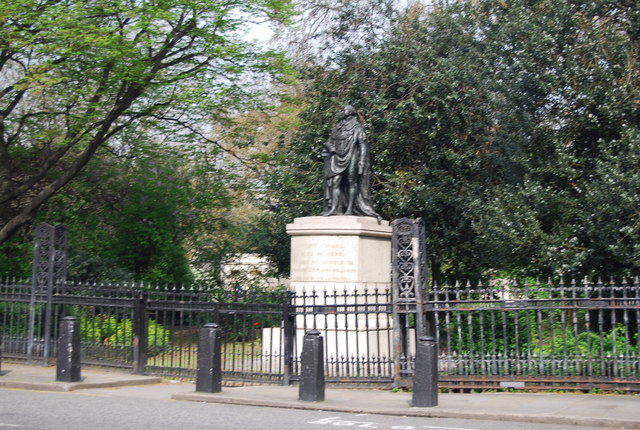
Statua del 1824, del principe Edoardo, duca di Kent, realizzata da Sebastian Gahagan.
Mappa che mostra il quartiere di Crescent Park nel borgo di St Marylebone, come appariva nel 1916.